# Credenhill
Credenhill est un village et une paroisse civile du Herefordshire, en Angleterre.

## Histoire

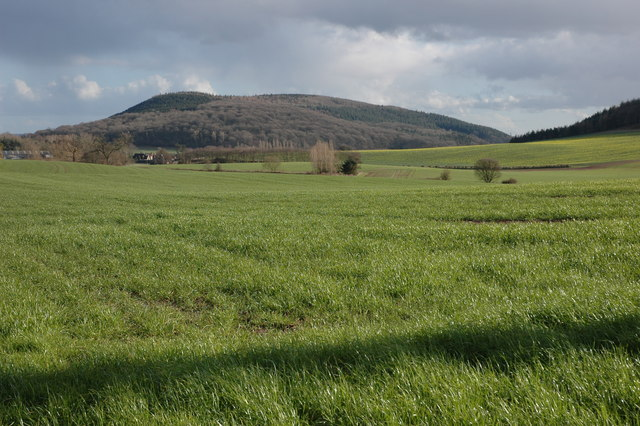
Vue de Credenhill et sa colline.

Credenhill est connu depuis l'Antiquité. En 80 av. J.-C., les Celtes de l'âge du fer, édifièrent un fortin au sommet de la colline pour se défendre contre les armées romaines qui avait fondé une petite cité fortifiée de Magnis à quelques kilomètres de là près du village de Kenchester.
Durant la Seconde Guerre mondiale, Credenhill fut une base aérienne importante pour la Royal Air Force.

## Personnalités liées
Le poète de langue anglo-normande Hue de Rotelande, d'origine cambro-normande, a vécu dans ce village au XIIe siècle.